# Đền Parthenon

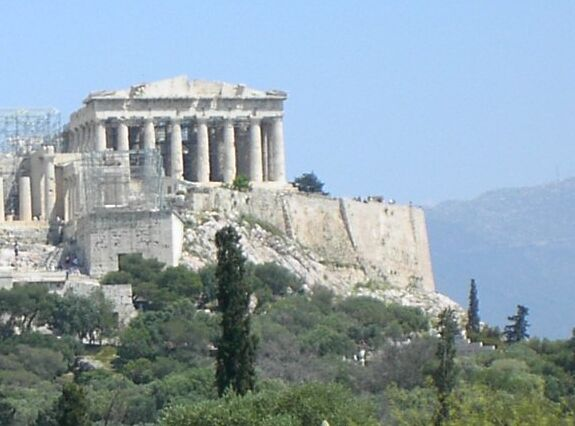
Đền Parthenon nhìn từ phía đồi Pnyx

Parthenon (tiếng Hy Lạp: Παρθενών) là một ngôi đền thờ thần Athena, được xây dựng vào thế kỷ 5 trước Công nguyên ở Acropolis. Đây là công trình xây dựng nổi tiếng nhất còn lại của Hy Lạp cổ đại, và đã được ca ngợi như là thành tựu của kiến trúc Hy Lạp. Các điêu khắc trang trí của ngôi đền bằng từ đá cẩm thạch (marble) trắng, được coi như là đỉnh cao của nghệ thuật Hy Lạp cổ đại. Đền Parthenon là biểu tượng của sự kết thúc Hy Lạp cổ đại và của nền dân chủ Athena, và được đánh giá như là một trong những công trình văn hóa vĩ đại nhất thế giới.
Tên của đền Parthenon dường như có nguồn gốc từ tượng đài kỷ niệm Athena Parthenos ở căn phòng phía Đông công trình. Bức tượng này do Phidias điêu khắc từ ngà voi và vàng; tên gọi cho Athena là parthenos (παρθένος, "virgin") có nghĩa là vị chúa vẫn còn trinh nguyên.
Đền Parthenon được thay thế một đền thờ Athena cũ hơn đã bị huỷ hoại bởi Đế chế Ba Tư vào năm 480 trước Công nguyên. Giống như phần lớn các ngôi đền Hy Lạp khác, đền Parthenon đã được sử dụng như là một kho tàng, và đã phục vụ cho liên minh Delian, liên minh mà sau này trở thành Đế chế Athena.
Vào thế kỷ 6 sau Công nguyên, đền Parthenon được chuyển sang thành nhà thờ Kitô giáo và được thiết kế để tôn kính Đức Mẹ Đồng trinh. Sau cuộc xâm chiếm của Thổ Nhĩ Kỳ, công trình lại được chuyển sang thành nhà thờ Hồi giáo. Vào năm 1687, một kho quân trang đạn dược của Thổ Nhĩ Kỳ có bên trong công trình đã bị bốc cháy; kết quả của vụ nổ này đã làm hỏng đền Parthenon và những điêu khắc của nó. Vào thế kỷ 19, Thomas Bruce đã tháo dỡ một vài điêu khắc còn sót lại và mang chúng đến Anh. Những tác phẩm điêu khắc này, bây giờ được biết đến như Elgin Marbles hay Parthenon Marbles, được trưng bày trong Viện Bảo tàng Anh. Cuộc tranh luận về việc Elgin Marbles cần phải được mang trả lại Hy Lạp vẫn còn đang tiếp diễn.
Đền Parthenon, cùng với các công trình khác ở Acropolis, là một trong những địa điểm khảo cổ học có nhiều khách du lịch đến tham quan nhất. Bộ Văn hóa Hy Lạp hiện nay đang tiến hành một chương trình bảo tồn và khôi phục công trình.

## Thiết kế và xây dựng

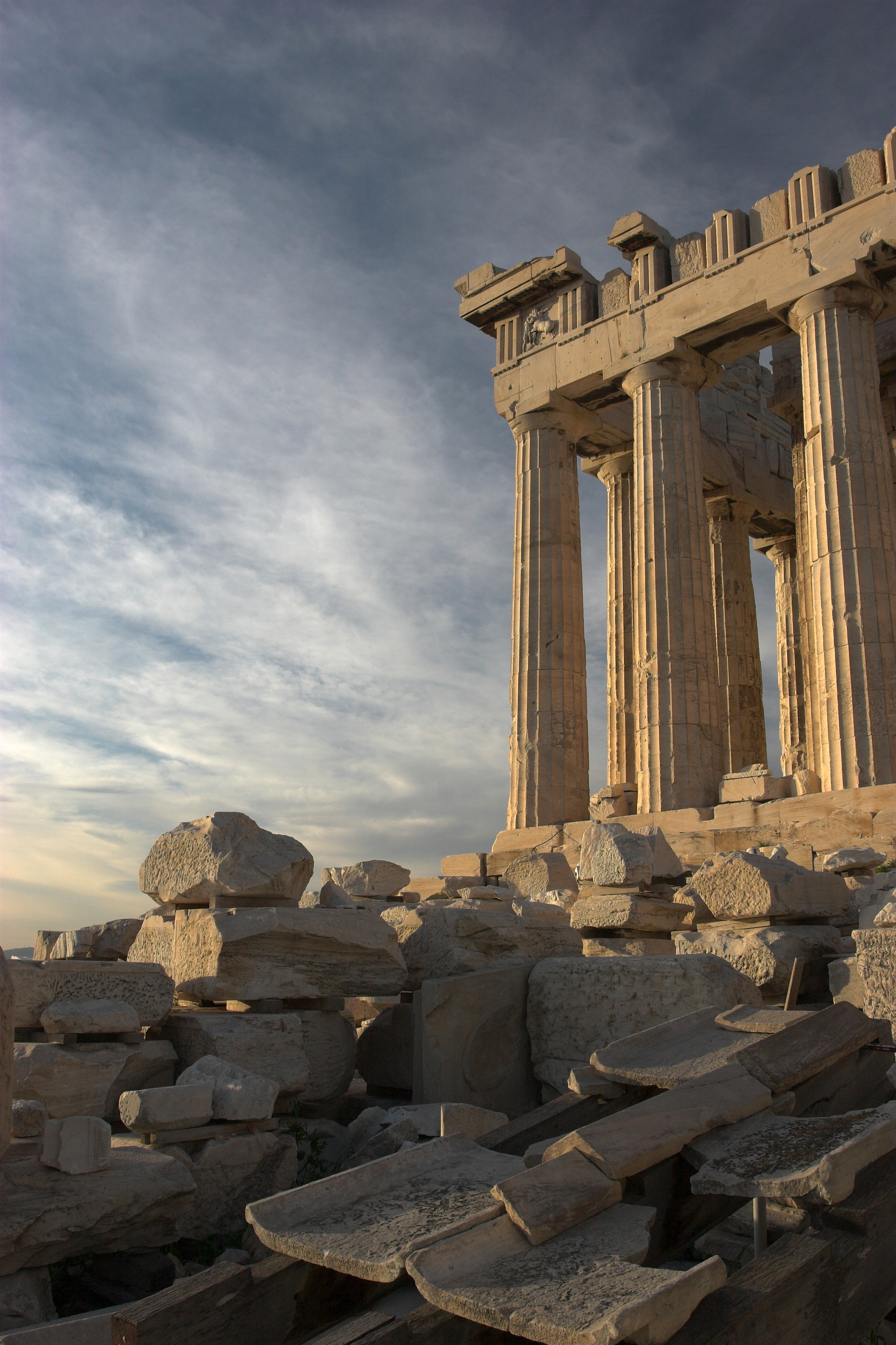
Đền Parthenon nhìn từ phía Nam. Cận cảnh là hình ảnh về sự xây dựng lại

Đền Parthenon được xây dựng theo đề xuất của Pericles, chính trị gia lãnh đạo Athen trong thế kỉ thứ 5 TCN. Đền được xây dựng dưới sự giám sát chung của nhà điêu khắc Phidias, người cũng đóng vai trò chính trong việc điêu khắc trang trí đền. Các kiến trúc sư là Iktinos và Kallikrates. Việc xây dựng bắt đầu vào năm 447 TCN, và công trình gần như được hoàn thành vào năm 438 TCN, nhưng việc trang trí trong đền tiếp tục cho đến ít nhất là năm 433 TCN. Một số ghi chép về tài chính của đền Parthenon vẫn còn sót lại cho thấy chi phí đắt nhất là việc chuyên chở đá từ núi Pentelicus, cách Athena khoảng 16 km, đến Acropolis. Số tiền này một phần lấy ra từ ngân khố của liên minh Delian, đã được mang từ nhà thờ Panhellenic ở vùng Delos đến Acropolis vào năm 454 TCN.
Mặc dù đền Hephaestus gần đó là công trình còn sót lại hầu như nguyên vẹn nhất của loại đền thờ xây dựng có trang trí thức cột Doric, đền Parthenon, trong thời gian tồn tại, vẫn được xem như là đền thờ đẹp nhất. John Julius Cooper đã viết về đền thờ rằng, "có danh tiếng là đền thờ kiểu thức cột Doric hoàn hảo nhất đã từng được xây dựng. Ngay cả trong thời cổ đại, kiến trúc tinh vi của nó đã trở thành truyền thuyết, đặc biệt là sự liên hệ tinh tế giữa độ cong của bệ đỡ hàng cột, các đường trau chuốt của các bức tường các phòng trong công trình và các đường gờ của các cột." Các đường gờ này hơi cong lên phía trên một chút theo chiều cao của cột để làm bù trừ các hiệu ứng quang học khi nhìn lên phía trên đền. Hiệu ứng của những đường cong tinh tế này làm đền thờ có vẻ cân đối hơn là cách nhìn thật về nó.
Đo ở bậc cao nhất, kích cỡ của nền đền Parthenon là 69,5 m × 30,9 m (228,0 × 101,4 ft). Căn phòng bên trong dài 29,8 m và rộng 19,2 m (97,8 × 63,0 ft), với dãy cột kiểu Doric bên trong theo hai tầng, cấu trúc cần để chống đỡ mái đền. Ở bên ngoài, các cột Doric có đường kính 1,9 m (6,2 ft) và cao 10,4 m (34,1 ft). Các cột ở góc có đường kính hơi lớn hơn một chút. Bệ đỡ hàng cột có độ cong lên phía trên về phía trung tâm 60 mm (2,36 inch) về đầu phía Đông và phía Tây, và 110 mm (4,33 inch) ở hai bên. Một số kích thước đã tạo thành hình chữ nhật vàng diễn tả tỉ lệ vàng, được đề xuất bởi Pythagoras vào thế kỉ trước đó.
Mái của công trình được lợp bằng những tấm đá cẩm thạch được biết đến như là imbrex và tegula.

## Điêu khắc trang trí

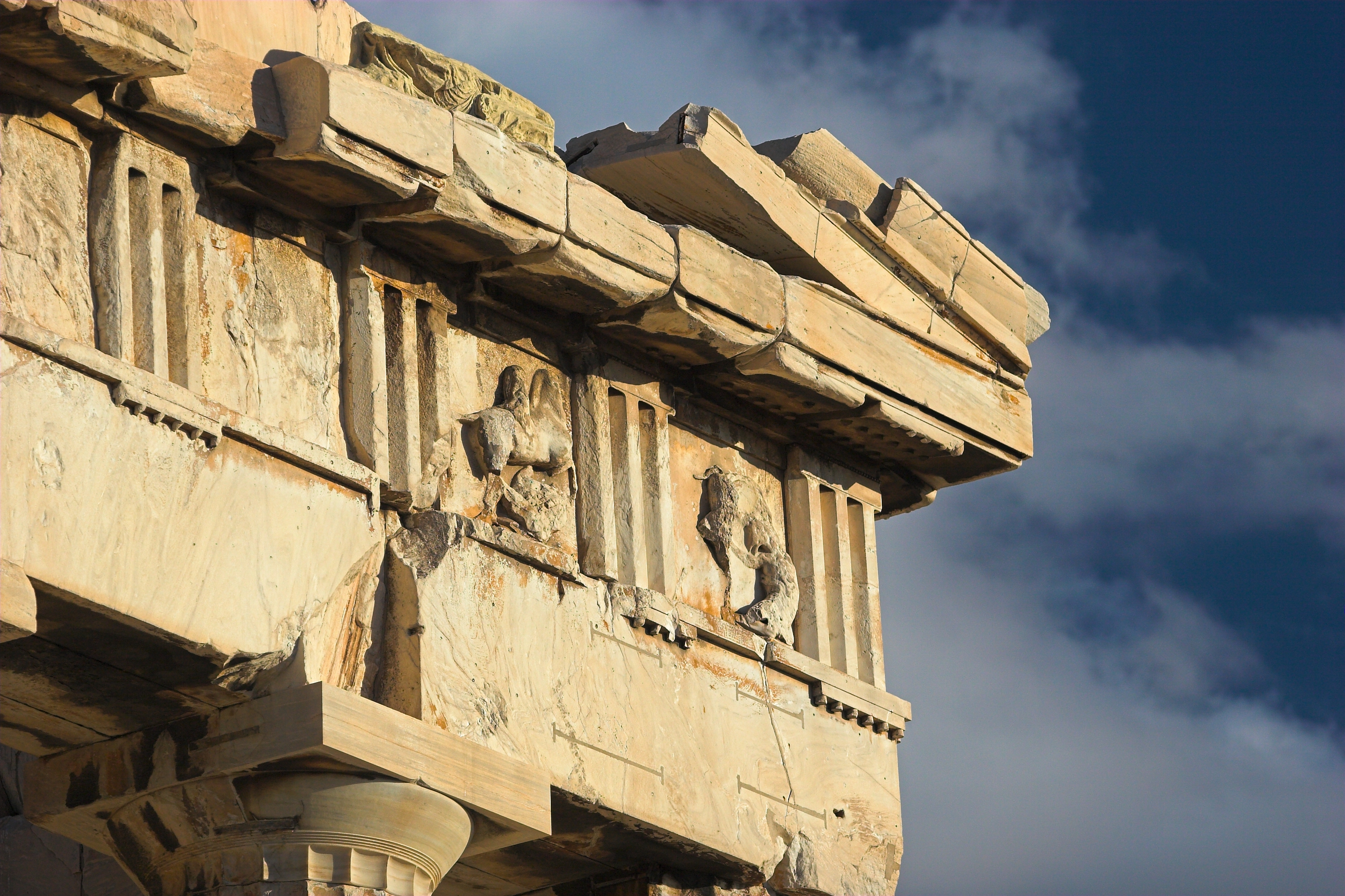
Chi tiết metope phía Tây, thể hiện chi tiết tình trạng đền sau 2.500 chiến tranh, ô nhiễm, sự bảo tồn thất thường, sự cướp bóc và phá hoại

Đền Parthenon, một đền thờ kiểu cột Doric và kiểu Peripteral với các kiến trúc mang đặc điểm của thức cột Ionic, chứa bức tượng bằng ngà và vàng của Athena Parthenos được điêu khắc bởi Pheidias và hoàn thành khoảng năm 439/438 TCN. Đền thờ được dùng để thờ thần Athena vào thời điểm đó, mặc dù công việc xây dựng được tiếp tục gần như là đến giai đoạn bắt đầu của cuộc chiến tranh Peloponnesian vào năm 432 TCN. Cho đến năm 438 TCN, các trang trí điêu khắc của các metope của cột Doric trên trụ ngạch phía bên dãy cột bên ngoài, và của trụ ngạch cột Ionic vòng quanh phần trên các của bức tường của phòng thờ, đã được hoàn thành.
92 metope được chạm khắc nổi, một công việc mà lúc đó chỉ dành cho các kho tàng (các tòa nhà dùng để chứa các quà tạ ơn cho các thần linh). Theo như các tài liệu ghi lại về việc xây dựng, các điêu khắc metope có niên đại khoảng 446-440 TCN. Thiết kế của chúng được cho là do nhà điêu khắc Kalamis. Các metope về phía Đông của đền Parthenon, phía trên lối ra vào chính, miêu tả Gigantomachy (trận đánh thần thoại giữa các vị thần trên đỉnh Olympus và các người khổng lồ). Các metope phía Tây diễn tả Amazonomachy (trận đánh thần thoại của dân thành Athena chống lại người Amazon). Các metope phía Nam —với ngoại trừ một số metope 13-20 có vấn đề, giờ đây thất lạc—miêu tả Thessalian Centauromachy (trận đánh của người Lapith được giúp bởi Theseus chống lại nhân mã, một sinh vật nửa người, nửa ngựa). Trên mặt phía Bắc của đền Parthenon các metope không được bảo tồn tốt, nhưng đề tài có vẻ như là cướp phá Troia.

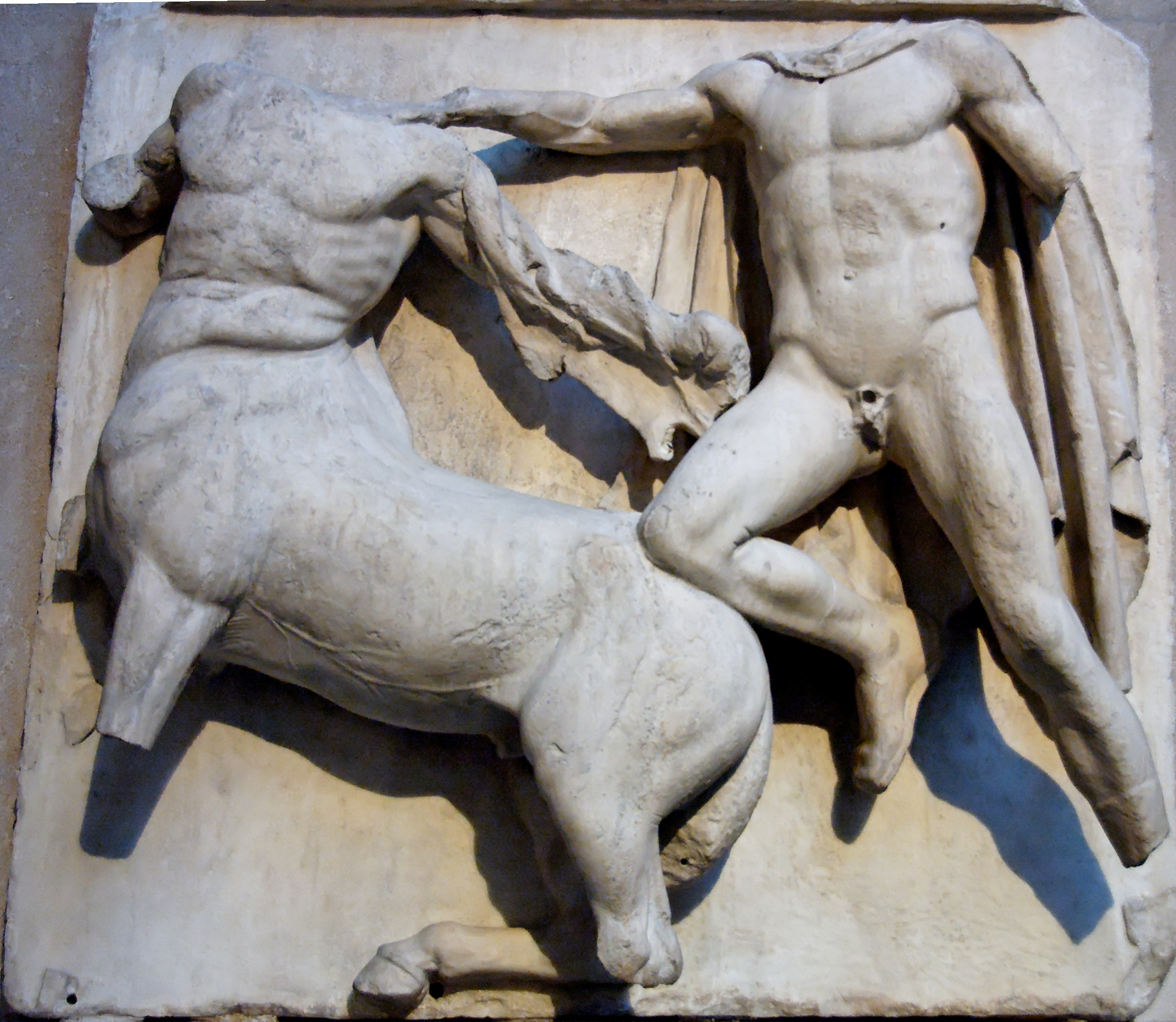
Chi tiết các metope phía Tây. Một trong những điêu khắc chạm nổi đã bị lấy ra từ cuộc thám hiểm của Lord Elgin và hiện nay đang có ở Bảo tàng Anh.

Các metope cho thấy các vết tích còn lại của kỹ thuật cao trong điêu khắc giải phẫu đầu, trong giới hạn đường nét của những chuyển động thân thể và những bó cơ, những tĩnh mạch cũng nhận thấy rõ ở các hình Nhân mã. Một vài metope vẫn có ở công trình nhưng ngoại trừ những phần ở mặt phía Bắc, chúng hầu như đã bị hỏng gần hết. Một vài metope hiện có ở Bảo tàng Acropolis, những cái khác thì có ở bảo tàng Anh và một cái có thể được thấy ở bảo tàng Louvre.
Phần lớn những đặc điểm trong kiến trúc và trang trí đền theo kiểu cột Ionic có xung quanh tường ngoài của phòng thờ. Các chạm khắc ở phù điêu miêu tả một phiên bản lý tưởng hóa của đám diễu hành Panathenaic từ cổng Dipylon ở Kerameikos đến Acropolis. Đám diễu hành này được tổ chức 4 năm một lần, người dân Athen và những người nước ngoài bị lôi cuốn vào việc tôn vinh thần Athena. Hệ thống cột còn lại được chạm khắc vào thời gian khoảng năm 442-438 TCN.
Pausanias, một người du lịch vào thế kỷ thứ 2, khi đến thăm Acropolis và nhìn thấy Parthenon, đã miêu tả ngắn gọn cái trán tường của đền. Trán tường phía Đông miêu tả sự sinh ra của Athena từ đấu của bố cô, Zeus, trong khi đó trán tường phía Tây cho thấy sự tranh luận của thần Athena và thần Poseidon về thành phố Athena. Các công việc tạo dựng trán tường có thời gian từ 438-432 TCN.
Sự phong phú trong trang trí của đền Parthenon là duy nhất trong số các ngôi đền Hy Lạp cổ đại. Tuy nhiên, nó cũng phù hợp với chức năng của đền là nơi cất giữ kho báu. Ở trong opisthodomus (phòng phía sau phòng thờ) đã lưu giữ rất nhiều tiền bạc thu được của liên minh Delian mà thành phố Athena là thành viên lãnh đạo.

## Kho tàng hay đền đài
Về mặt kiến trúc, Parthenon rõ ràng là một ngôi đền, gồm những tranh tượng tôn giáo nổi tiếng về thần Athena do Phidias làm và kho chứa những đồ dâng cúng tạ ơn. Những buổi cúng tế thực tế của người Hy Lạp được tổ chức ở nơi thờ ngoài trời, và cũng như những luyện tập mang tính tôn giáo của họ, đền Parthenon không phù hợp với một vài định nghĩa về đền cũng như không có bằng chứng gì chứng tỏ những việc thờ cúng ngoài trời. Tuy nhiên, có vài nhà nghiên cứu đã cho rằng đền Parthenon chỉ đã từng là kho báu. Lần đầu tiên có những ý kiến này là vào thế kỷ 19 và nó ngày càng được củng cố trong những năm gần đây. Những ý kiến chính của việc nghiên cứu vẫn xem công trình theo thuật ngữ của Walter Burkert miêu tả về thánh đường của Hy Lạp, gồm có temenos, altar và đền với những tranh tượng tôn giáo.:p

## Lịch sử sau này
Parthenon đã tồn tại như một ngôi đền của thần Athena mà đã bị đóng cửa hàng ngàn năm. Nó chắc chắn vẫn còn nguyên vẹn cho đến thế kỷ 4 sau công nguyên, cùng thời với Nhà thờ Đức Bà ở Paris ngày nay và lâu đời hơn Nhà thờ Thánh Phêrô ở Roma. Nhưng vào thời gian đó Athens đã bị chuyển thành một thị trấn của Đế chế Roman, mặc dù nó đã có một quá khứ huy hoàng. Vào thế kỷ thứ 5, thỉnh thoảng những tranh tượng tôn giáo lớn của Athena đã bị lấy mất bởi một trong các vị Hoàng đế, và được mang tới Constantinopolis, và sau này nó đã bị huỷ hoại tại đó, có thể là vào thời kỳ thành phố bị giảm sút uy tín trong cuộc thập tự chinh thứ 4 vào năm 1204.
Một thời gian ngắn sau, Parthenon đã được chuyển sang thành một nhà thờ Cơ đốc giáo. Vào thời kỳ Đế quốc Byzantine nó trở thành nhà thờ của Parthena Maria (Mary Đồng trinh), hay còn gọi là nhà thờ Theotokos. Vào thời kỳ đế chế Latin công trình trở thành nhà thờ Công giáo Rôma của Đức Mẹ đồng trinh. Sự chuyển đổi từ ngôi đền thành nhà thờ đòi hỏi đến việc di chuyển các hàng cột bên trong và một vài bức tường phòng thờ và tạo ra một hậu đường ở phần cuối phía Đông công trình. Điều này chắc chắn sẽ dẫn đến việc di chuyển và phân tán một vài điêu khắc kiến trúc. Những vị thần được miêu tả cũng được thể hiện lại theo chủ đề Cơ đốc giáo hoặc bị mang đi chỗ khác và tiêu hủy.
Vào năm 1456, Athena rơi vào tay đế chế Ottoman và Parthenon lại được chuyển đổi lần nữa, trở thành nhà thờ Hồi giáo. Với một nhận thức đối lập lại với nhận thức của đế chế cũ, người Ottoman nói chung tôn thờ các công trình cổ ở trong chủ quyền đất nước họ và không cố tình hủy hoại những công trình cổ xưa của Athena, mặc dù họ không có một chương trình bảo vệ chúng thực sự. Tuy nhiên, trong nhiều thời gian chiến tranh họ đã tự phá hủy chúng để cung cấp nguyên liệu cho những bức tường và công sự. Một ngọn tháp đã được xây thêm vào Parthenon, cái mà nền cùng với cầu thang của nó hiện vẫn còn sử dụng được, đã dẫn trên cao tận architrap và từ bên ngoài không thể nhìn thấy được chỗ này; ngoài ra, công trình không bị hủy hoại gì thêm. Các vị khách tham quan châu Âu trong thế kỷ 17, cũng như một vài người đại diện cho Acropolis đã chứng thực rằng công trình vẫn còn nguyên vẹn.

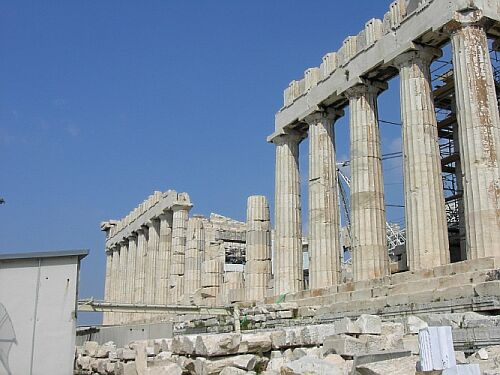
Mặt phía Nam của đền Parthenon với những hư hại trong vụ nổ năm 1687

Vào năm 1687, đền Parthenon đã phải chịu một sự hủy hoại lớn nhất khi Cộng hòa Venezia dưới thời Francesco Morosini tấn công Athena, và người Ottoman đã phải bảo vệ Acropolis và sử dụng công trình như một kho chứa thuốc súng. Vào ngày 26 tháng 9, một quả pháo đại bác của người Venezia bay từ quả đồi của Philopapus, tới và làm nổ kho thuốc súng và làm cho công trình đã bị phá hủy một phần. Những cấu trúc bên trong đã bị phá hủy, những gì còn lại của mái đã bị sập và một vài cột chống, đặc biệt ở cạnh phía Nam, đã bị chặt gãy. Các điêu khắc bị hư hỏng nặng. Nhiều thứ đã bị rơi xuống sàn và những kỷ vật sau này đã được làm từ những mảnh vỡ này. Sau trận chiến, rất nhiều bộ phận của công trình bị bỏ đi và một nhà thờ Hồi giáo nhỏ hơn đã được xây lên.
Vào cuối thế kỷ 18, có nhiều người châu Âu khác đã tới Athena và phong cảnh về những hư hại, đổ nát Parthenon đã được vẽ lại rất nhiều, gợi lên những sự cảm thông của người Anh và người Pháp cho nền độc lập của Hy Lạp. Vào năm 1801, viên đại sứ Anh ở Constantinople, Thomas Bruce, đã đệ trình một firman (giấy phép) từ Sultan để làm ra các bản quy hoạch và bản vẽ về những công trình cổ xưa ở Acropolis, để phá bỏ những công trình mới xây dựng gần đây nếu chúng làm hỏng sự quan sát các công trình cổ và để tháo dỡ các điểu khắc từ chúng. Ông đã lấy giấy phép này để thu thập tất cả những điêu khắc mà ông có thể tìm thấy. Ông đã cho tuyển dụng những người địa phương để gỡ bỏ chúng ra 
khỏi các công trình, một vài thứ thì ông tìm được ở trên các mặt sàn và một vài mảnh nhỏ hơn thì ông mua từ người dân địa phương.
Ngày nay, những điêu khắc này được nhìn thấy trong Bảo tàng Anh, nơi chúng có tên là Elgin Marbles hay Parthenon Marbles. Những điêu khắc khác từ Parthenon cũng có ở Bảo tàng Louvre tại Paris và ở Copenhagen. Phần lớn các vật còn lại ở Athena, trong bảo tàng Acropolis và được đặt ở dưới sàn, cách một vài mét về phía Đông Nam của Parthenon. Một vài điêu khắc vẫn có thể được quan sát trực tiếp ở công trình. Chính phủ Hy Lạp đã tiến hành một chiến dịch trong nhiều năm với bảo tàng Anh để có thể mang trả lại những điêu khắc trên về Hy Lạp. Nhưng bảo tàng Anh đã từ chối thẳng về việc xem xét điều này và chính phủ Anh đã miễn cưỡng phải ép bảo tàng làm việc như vậy (cái việc mà có thể đòi hỏi đến pháp chế).
Khi Hy Lạp giành được độc lập và lấy được quyền kiểm soát Athena vào năm 1832, những phần nhìn thấy được của ngọn tháp đã bị chuyển đi khỏi Parthenon và tất cả những công trình thời trung cổ và thời Ottoman có ở Acropolis cũng đã bị di chuyển đi. Khu này trở thành một khu vực lịch sử, có rào cấm và do chính phủ Hy Lạp kiểm soát. Ngày nay, nó là địa điểm hấp dẫn hàng triệu người du lịch mỗi năm, những người đã du lịch từ phía cuối Tây của Acropolis, qua Propylaea và lên đường Panathenaic tới Parthenon, nơi được bao vây bởi một hàng rào thấp để chống sự hư hại.

## Xây dựng lại

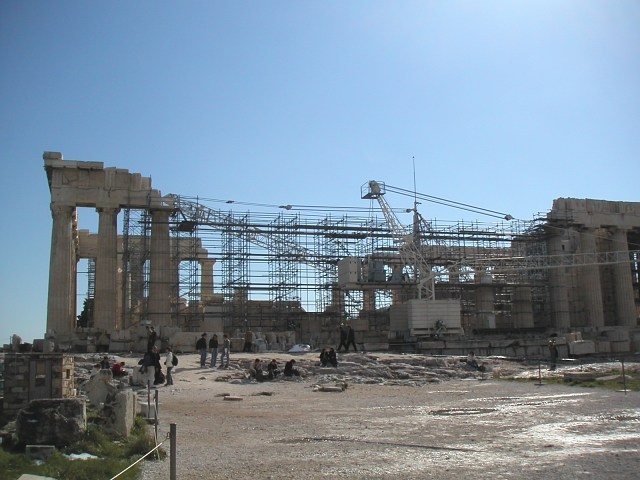
Công việc xây dựng lại đền Parthenon vào tháng 2 năm 2004

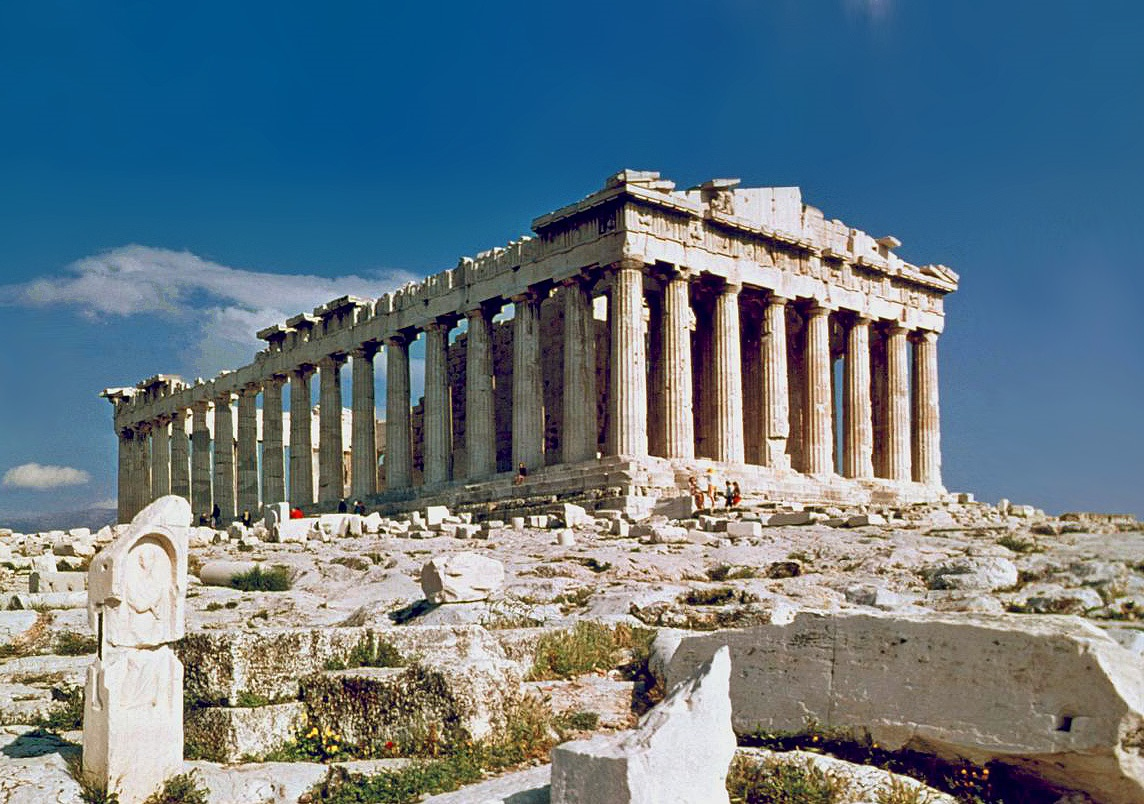
Đền Parthenon năm 1978

Vào năm 1975, chính phủ Hy Lạp bắt đầu bàn tính đến việc tu bổ đền Parthenon và những kiến trúc khác ở Acropolis. Dự án sau này đã thu hút được nhiều sự trợ giúp kỹ thuật và tài chính từ Liên minh châu Âu. Một hội đồng khảo cổ học đã làm báo cáo về các mảnh vỡ còn lại ở chân công trình và những kiến trúc sư được sự trợ giúp của máy tính đã dựng nên những mô hình để xác định những vị trí ban đầu của chúng. Trong một vài trường hợp, những việc tái tạo xây dựng lại trước đây đã mắc sai lầm. Những điêu khắc đặc biệt quan trọng và dễ vỡ được chuyển đến bảo tàng Acropolis. Một chiếc cần cẩu đã được lắp đặt để di chuyển những khối đá cẩm thạch; chiếc cần cẩu được thiết kế để được xếp lại phía dưới mái khi không dùng đến. Những phần xây dựng cũ mà không chính xác được tháo dỡ và một quá trình tu bổ cẩn thận được bắt đầu. Đền Parthenon sẽ không được tái tạo lại theo tình trạng trước năm 1687, mà những gì còn lại sau vụ nổ sẽ được giữ lại và làm cho chân thực nhất và đá cẩm thạch mới được lấy từ nơi khai khác cũ và được hàn gắn vào các khe hở và những cấu trúc bị ảnh hưởng cũng được sửa chữa. Cuối cùng, tất cả những mảnh đá chính được đặt vào đúng vị trí ban đầu của chúng và được hỗ trợ bởi những vật liệu hiện đại nếu thấy cần thiết.
Ban đầu, những khối đá khác nhau được giữ chặt bởi chốt sắt dài hình chữ H mà sau này được phủ bằng chì, vật liệu bảo vệ sắt khỏi bị ăn mòn. Những cái chốt được thêm vào từ thế kỷ 19 đã không được phủ chì và đã bị ăn mòn. Khi phần han gỉ bị rộng một khoảng lớn, nó sẽ gây nguy hiểm hơn và làm vỡ các khối đá. Tất cả các công việc về kim loại đều sử dụng titanium, một vật liệu cứng, nhẹ và chống gỉ.

## Mối nguy hại do ô nhiễm
Từ thập niên 1960, mối đe dọa lớn nhất đối với đền Parthenon là môi trường. Thành phố Athena đã phát triển nhanh từ sau Chiến tranh thế giới thứ hai và đã có vấn đề trong việc tắc nghẽn giao thông và ô nhiễm không khí. Những miếng đá cẩm thạch bị ăn mòn bởi mưa axit, được gây ra bởi những loại khí thải ra từ động cơ ô tô, nó đe dọa các tác phẩm điêu khắc của công trình và bản thân công trình. Qua 20 năm, chính phủ Hy Lạp và thành phố Athena đã cho tiến hành một vài chương trình để ngăn chặn việc này, nhưng tương lai của Parthenon vẫn còn là một vấn đề cần quan tâm.

## Xem thêm

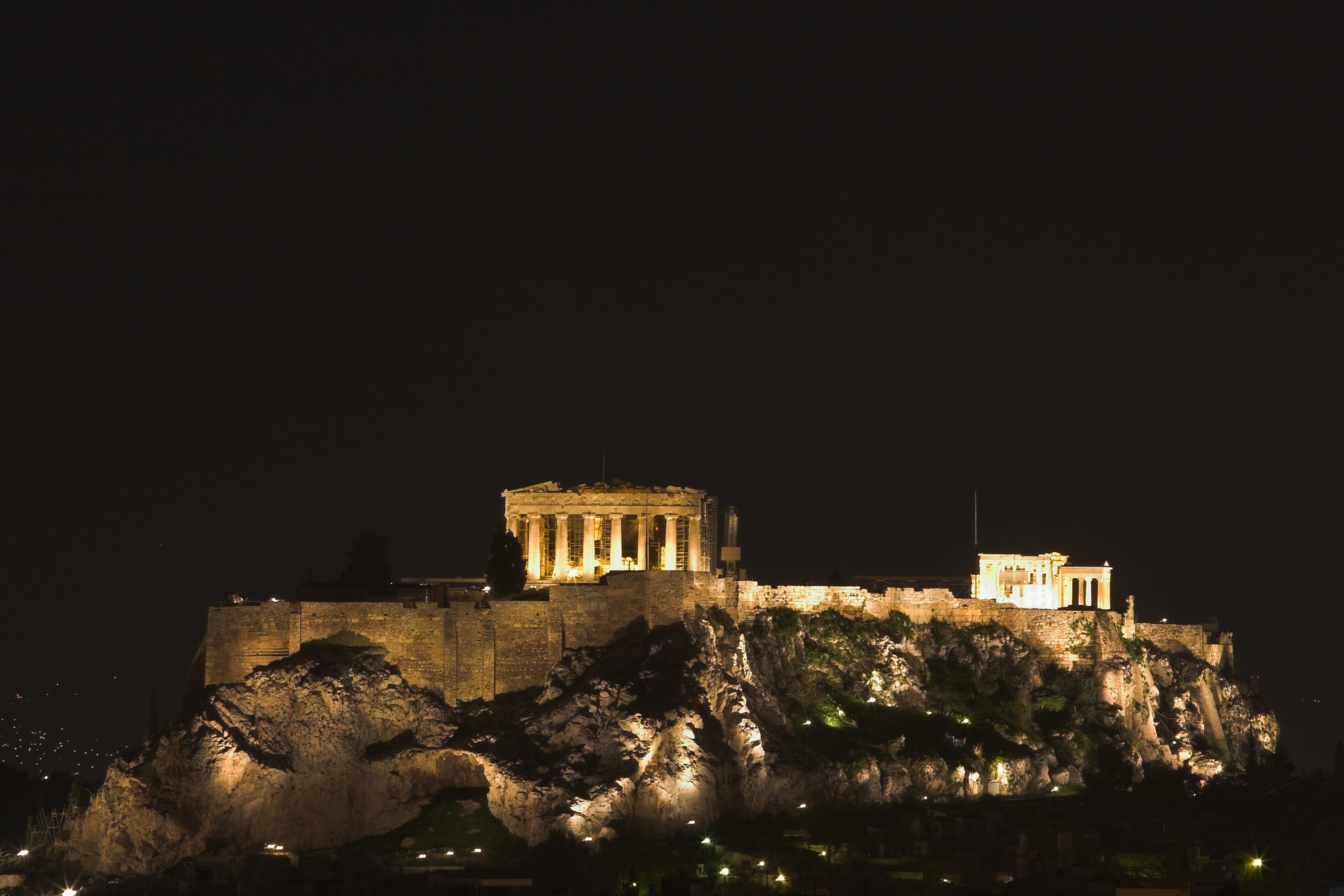
Acropolis và Parthenon ban đêm

### Ấn phẩm
- Bernal, Martin (2001). Black Athena Writes Back-CL: Martin Bernal Responds to His Critics. Duke University Press. ISBN 0-822-32717-1.
- Burkert, Walter (1985). Greek Religion. Harvard University Press. ISBN 0-674-36281-0.
- Connelly, Joan B. (ngày 1 tháng 1 năm 1996). "Parthenon and Parthenoi: A Mythological Interpretation of the Parthenon Frieze". American Journal of Archaeology. Quyển 100 số 1. tr. 53. doi:10.2307/506297. Truy cập ngày 23 tháng 4 năm 2007.
- Frazer, Sir James George (1998). "The King of the Woods". The Golden Bough: A Study in Magic and Religion. Oxford University Press. ISBN 0-192-83541-6.
- Hurwit, Jeffrey M. (2000). The Athenian Acropolis: History, Mythology, and Archeology from the Neolithic Era to the Present. Cambridge University Press. ISBN 0-521-42834-3.
- Hurwit, Jeffrey M. (2005). "The Parthenon and the Tample of Zeus at Olympia". Trong Judith M. Barringer, Jeffrey M. Hurwit, Jerome Jordan Pollitt (biên tập). Periklean Athens and Its Legacy: Problems and Perspectives. University of Texas Press. ISBN 0-292-70622-7.{{Chú thích sách}}:  Quản lý CS1: nhiều tên: danh sách biên tập viên (liên kết)
- Neils, Jenifer (2005). The Parthenon: From Antiquity to the Present. Cambridge University Press. ISBN 0-521-82093-6.
- "Parthenon". Encyclopaedia Britannica. 2002.
- "Parthenos". Encyclopaedia Mythica.
- Pelling, Christopher (1997). "Tragedy and Religion: Constructs and Readings". Greek Tragedy and the Historian. Oxford University Press. ISBN 0-198-14987-5.
- Tarbell, F.B. A History of Ancient Greek Art. online.
- Whitley, James (2001). "The Archaeology of Democracy: Classical Athens". The Archaeology of Ancient Greece. Cambridge University Press. ISBN 0-521-62733-8.